# Gaita asturiana

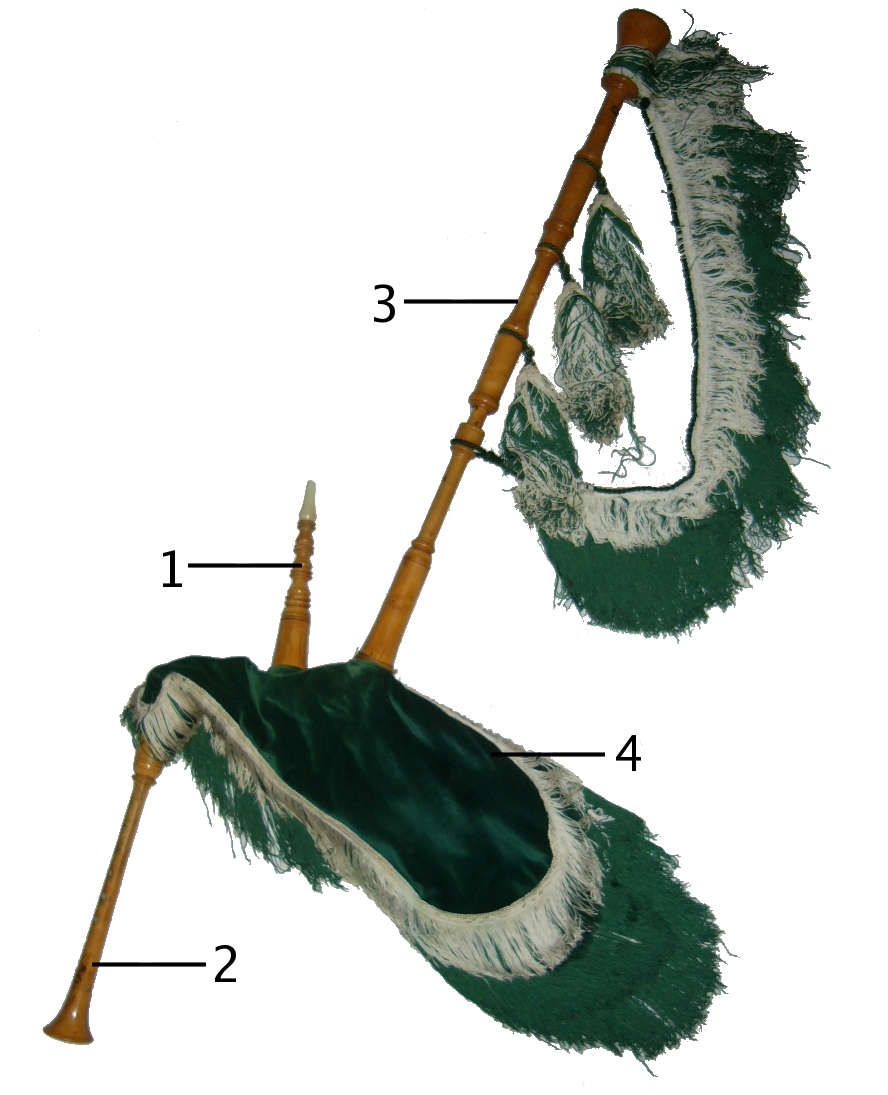
Gaita Asturiana

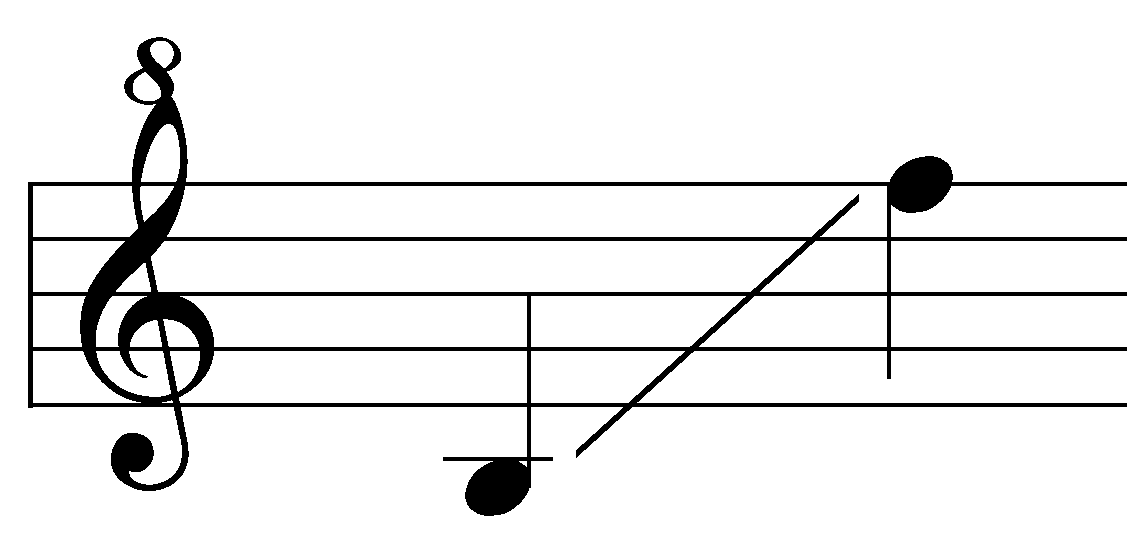
Tessitura di una gaita in DO

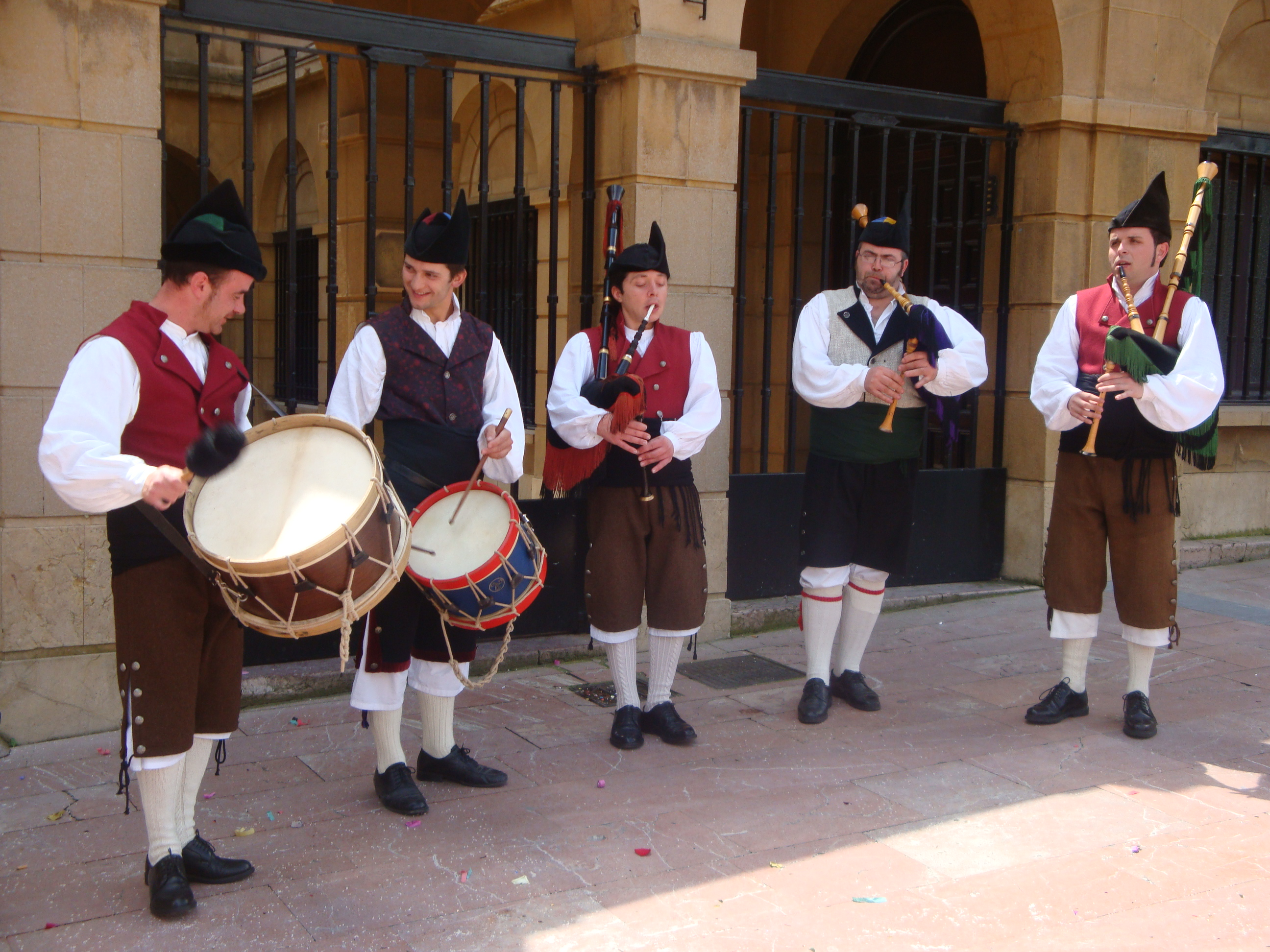
Suonatori di Gaita ad Oviedo

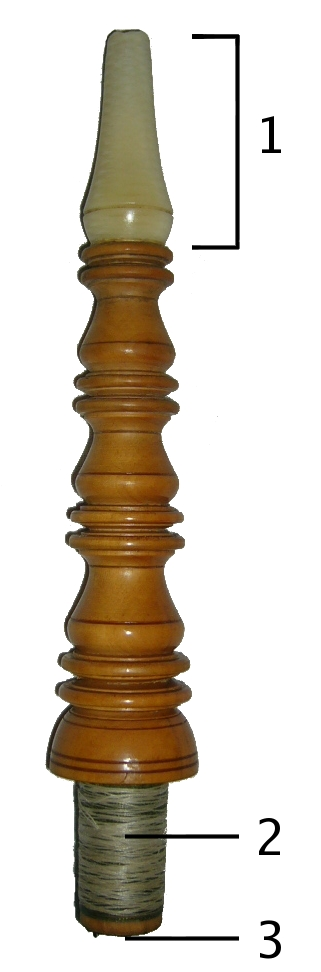
Bocchino della gaita asturiana

La gaita asturiana (in Cantabria detta gaita astur-cántabra o cántabra) è un tipo di Gaita, strumento musicale simile ad una zampogna, tradizionale delle Asturie, della Cantabria e di parte della Galizia e di Léon.
È uno strumento a fiato

## Parti della gaita asturiana
- soplete: la canna attraverso la quale si introduce l'aria
- punteru: la canna melodica
- roncón: bordone due ottave sotto la tonica del punteru
- fuelle o  ḥuelle, l'otre dove si trova l'aria

## Suonatori di gaita asturiana
- José Remis Vega, Gaiteru de Margolles (1880-1963)
- José Remis Ovalle (1910-1987), figlio di José Remis Vega
- Dionisio de la Riela (1901-1980)
- José Antonio García Suárez, il Gaiteru Veriña (1928-2006)
- José García Tejón, Fariñas (1918-1990)
- Silvino Fernández Fueyo (1935-2005)
- José Manuel Tejedor,vincitore del trofeo MacAllan-MacCrimmo in tre occasioni: 1990, 1993 y 1997
- José Ángel Hevia, gaitero di fama internazionale che ha venduto milioni di copie dei suoi dischi.
- Vicente Prado, El Pravianu, artigiano e gaitero famoso nelle Asturie.